# Цеці-Лейк 11
Цеці-Лейк 11 (англ. Tzetzi Lake 11) — індіанська резервація в Канаді, у провінції Британська Колумбія, у межах регіонального округу Карібу.

## Населення
За даними перепису 2016 року, індіанська резервація не ма постійного населення.

## Клімат
Середня річна температура становить 2°C, середня максимальна – 17,4°C, а середня мінімальна – -17°C. Середня річна кількість опадів – 434 мм.
| Клімат поселення                              | Клімат поселення | Клімат поселення | Клімат поселення | Клімат поселення | Клімат поселення | Клімат поселення | Клімат поселення | Клімат поселення | Клімат поселення | Клімат поселення | Клімат поселення | Клімат поселення | Клімат поселення |
| Показник                                      | Січ.             | Лют.             | Бер.             | Квіт.            | Трав.            | Черв.            | Лип.             | Серп.            | Вер.             | Жовт.            | Лист.            | Груд.            |                  |
| Середній максимум, °C                         | −3,08            | −0,06            | 4,50             | 9,19             | 13,77            | 17,39            | 16,85            | 16,64            | 12,70            | 7,33             | 0,05             | −5,38            |                  |
| Середня температура, °C                       | −10              | −7,01            | −2,44            | 2,26             | 6,85             | 10,47            | 12,78            | 12,57            | 8,63             | 3,26             | −4,02            | −9,44            |                  |
| Середній мінімум, °C                          | −16,96           | −13,96           | −9,38            | −4,69            | −0,1             | 3,51             | 8,73             | 8,51             | 4,57             | −0,79            | −8,09            | −13,5            |                  |
| Норма опадів, мм                              | 38               | 21               | 19               | 20               | 36               | 49               | 49               | 39               | 35               | 41               | 47               | 40               |                  |
| Середньомісячна швидкість вітру, м/с          | 1.70             | 1.80             | 2.05             | 2.30             | 2.30             | 2.30             | 2.20             | 2.00             | 1.91             | 2.01             | 2.00             | 1.70             |                  |
| Середньомісячна сонячна радіація, кДж/м²·день | 2685             | 5322             | 9951             | 14623            | 18132            | 19944            | 19858            | 16725            | 11451            | 6145             | 2972             | 1972             |                  |
| --------------------------------------------- | ---------------- | ---------------- | ---------------- | ---------------- | ---------------- | ---------------- | ---------------- | ---------------- | ---------------- | ---------------- | ---------------- | ---------------- | ---------------- |
| Джерело:                                      |                  |                  |                  |                  |                  |                  |                  |                  |                  |                  |                  |                  |                  |